# Torentul Chișinău
FC Torentul Chișinău a fost un club de fotbal din Chișinău, Republica Moldova. Echipa a evoluat 5 sezoane în Divizia Națională, între anii 1992 și 1996.
Clubul a fost fondat cu numele Dinamo-Codru Chișinău. În 1992 a fost redenumit în Dinamo Chișinău, iar în 1993 a fost redenumit în Torentul Chișinău. În anul 1996 clubul s-a desființat.

## Istoric evoluții
| Sezon   | Divizia           | Loc | M  | V  | R | Î  | GM | GP | P  |
| ------- | ----------------- | --- | -- | -- | - | -- | -- | -- | -- |
| 1992    | Divizia Națională | 7   | 22 | 8  | 5 | 9  | 30 | 23 | 21 |
| 1992/93 | Divizia Națională | 13  | 30 | 6  | 8 | 16 | 31 | 49 | 20 |
| 1993/94 | Divizia Națională | 7   | 30 | 10 | 9 | 11 | 34 | 30 | 29 |
| 1994/95 | Divizia Națională | 10  | 26 | 6  | 5 | 15 | 24 | 46 | 23 |
| 1995/96 | Divizia Națională | 13  | 30 | 5  | 5 | 20 | 36 | 94 | 20 |